# Vadencourt (Somma)
Vadencourt – miejscowość i gmina we Francji, w regionie Hauts-de-France, w departamencie Somma.
Według danych na rok 1990 gminę zamieszkiwały 93 osoby, a gęstość zaludnienia wynosiła 19 osób/km² (wśród 2293 gmin Pikardii Vadencourt plasuje się na 904. miejscu pod względem liczby ludności, natomiast pod względem powierzchni na miejscu 885.).